# Scott Lipsky
Pour les articles homonymes, voir Lipsky.
Scott Lipsky, né le 14 août 1981 à Merrick, est un joueur de tennis américain, professionnel entre 2003 et 2018.

## Carrière
Il a fait ses études à la John F. Kennedy High School de Bellmore dans le comté de Nassau, puis à l'Université Stanford.
Spécialiste du double, il a remporté 16 titres pour 28 finales jouées. Il s'est notamment imposé au tournoi de Barcelone en 2011 contre les frères Bryan, ainsi qu'à l'Open d'Estoril à cinq reprises. Sur le circuit secondaire Challenger, il compte 23 titres acquis entre 2005 et 2017. Il a également remporté le double mixte des Internationaux de France 2011 aux côtés de l'Australienne Casey Dellacqua.
En Grand Chelem, son meilleur résultat est une demi-finale à l'US Open 2014 avec Rajeev Ram. Ses principaux partenaires ont été David Martin jusqu'en 2009, Rajeev Ram de 2011 à juillet 2012, puis Santiago González jusqu'en 2014, Treat Huey en 2015 et enfin Eric Butorac en 2016.
En simple, il n'a jamais fait mieux qu'une 315e place en 2006. Vainqueur d'un tournoi Futures en 2004, il a aussi atteint les demi-finales du tournoi Challenger de Yuba City en 2005. En 2008, il se qualifie pour le tournoi de Halle après avoir battu Jérémy Chardy.

## Parcours dans les tournois duGrand Chelem

### En simple
N'a jamais participé à un tableau final.

### En double
| Année | Open d'Australie            | Open d'Australie           | Internationaux de France     | Internationaux de France | Wimbledon                   | Wimbledon                  | US Open                      | US Open                  |
| ----- | --------------------------- | -------------------------- | ---------------------------- | ------------------------ | --------------------------- | -------------------------- | ---------------------------- | ------------------------ |
| 2007  | —                           | —                          | 1er tour (1/32) R. Ginepri   | C. Haggard Lee H-t.      | 1/8 de finale D. Martin     | Martin Damm Leander Paes   | 1er tour (1/32) D. Martin    | L. Dlouhý P. Vízner      |
| 2008  | 2e tour (1/16) D. Martin    | J. Erlich Andy Ram         | 2e tour (1/16) D. Martin     | S. Huss R. Hutchins      | 1er tour (1/32) D. Martin   | J. Erlich Andy Ram         | 1er tour (1/32) D. Martin    | B. Reynolds Rajeev Ram   |
| 2009  | 1er tour (1/32) D. Martin   | C. Ball C. Guccione        | 1er tour (1/32) Eric Butorac | M. Kohlmann A. Waske     | 2e tour (1/16) Eric Butorac | A. Pavel Horia Tecău       | 1er tour (1/32) Eric Butorac | Max Mirnyi Andy Ram      |
| 2010  | 2e tour (1/16) R. De Voest  | Bob Bryan Mike Bryan       | 2e tour (1/16) Be. Becker    | D. Bracciali P. Starace  | 1er tour (1/32) Be. Becker  | F. Čermák M. Mertiňák      | 1er tour (1/32) R. Hutchins  | Łukasz Kubot O. Marach   |
| 2011  | 1er tour (1/32) Rajeev Ram  | Bob Bryan Mike Bryan       | 1/4 de finale Rajeev Ram     | M. Llodra N. Zimonjić    | 2e tour (1/16) Rajeev Ram   | J. Melzer P. Petzschner    | 1er tour (1/32) Rajeev Ram   | M. Kohlmann A. Waske     |
| 2012  | 1/4 de finale Rajeev Ram    | R. Lindstedt Horia Tecău   | 1/8 de finale Rajeev Ram     | Max Mirnyi D. Nestor     | 1/4 de finale Rajeev Ram    | Bob Bryan Mike Bryan       | 1/8 de finale S. González    | Bob Bryan Mike Bryan     |
| 2013  | 1er tour (1/32) S. González | Eric Butorac Paul Hanley   | 1er tour (1/32) S. González  | M. Elgin D. Istomin      | 2e tour (1/16) S. González  | Jesse Levine V. Pospisil   | 1er tour (1/32) S. González  | J. Erlich Andy Ram       |
| 2014  | 1er tour (1/32) S. González | O. Marach F. Mergea        | 2e tour (1/16) S. González   | M. Llodra N. Mahut       | 2e tour (1/16) S. González  | Leander Paes R. Štěpánek   | 1/2 finale Rajeev Ram        | Bob Bryan Mike Bryan     |
| 2015  | 1er tour (1/32) Rajeev Ram  | Raven Klaasen Leander Paes | 1er tour (1/32) T. C. Huey   | M. Draganja H. Kontinen  | 2e tour (1/16) T. C. Huey   | J. Erlich P. Petzschner    | 1/8 de finale Eric Butorac   | J.-J. Rojer Horia Tecău  |
| 2016  | 2e tour (1/16) Eric Butorac | D. Inglot R. Lindstedt     | 1/8 de finale Eric Butorac   | Łukasz Kubot A. Peya     | 2e tour (1/16) S. González  | Ivan Dodig Marcelo Melo    | 1er tour (1/32) Eric Butorac | Raven Klaasen Rajeev Ram |
| 2017  | 1er tour (1/32) J. Erlich   | K. Khachanov A. Kuznetsov  | 2e tour (1/16) Leander Paes  | D. Marrero T. Robredo    | 1er tour (1/32) F. Tiafoe   | H. Podlipnik A. Vasilevski | 1er tour (1/32) B. Klahn     | R. Bopanna P. Cuevas     |
| 2018  | 2e tour (1/16) D. Marrero   | P. Carreño G. García       | 1er tour (1/32) T. Sandgren  | B. Bonzi G. Jacq         |                             |                            |                              |                          |

N.B. : le nom du ou de la partenaire se trouve sous le résultat ; le nom des ultimes adversaires se trouve à droite.

### En double mixte
N.B. : le nom de la partenaire se trouve sous le résultat ; le nom des ultimes adversaires se trouve à droite.

## Classement ATP en fin de saison
| Année          | 2000 | 2001 | 2002 | 2003 | 2004 | 2005 | 2006 | 2007 | 2008 | 2009 | 2010 | 2011 | 2012 | 2013 | 2014 | 2015 | 2016 | 2017 |
| Rang en double | 1232 | 1163 | 1454 | 499  | 218  | 161  | 103  | 64   | 57   | 51   | 59   | 29   | 25   | 31   | 32   | 40   | 48   | 69   |

Source : (en) Classements de Scott Lipsky sur le site officiel de la Fédération internationale de tennis